# The Wrong House (film 1915)
The Wrong House è un cortometraggio muto del 1915 diretto da W.P. Kellino.

## Produzione
Il film fu prodotto dalla Cricks.

## Distribuzione
Distribuito dalla Davison Film Sales Agency (DFSA), il film - un cortometraggio di 194 metri - uscì nelle sale cinematografiche britanniche nel gennaio 1915.